# 荷屬安的列斯盾
荷屬安的列斯盾（荷蘭語：Antilliaanse gulden）曾是荷蘭王國在加勒比海領土的流通貨幣。輔幣單位為分，1盾=100分。貨幣編號ANG。

## 歷史
荷蘭曾於加勒比海地區殖民，隨後建立了荷屬安的列斯，並參考當時荷蘭本土的流通貨幣—荷蘭盾而創造了此貨幣，通行於荷屬安第列斯各島嶼。
隨後荷屬安的列斯因各島之經濟發展差異而激發內部矛盾，當中經濟最發達的阿魯巴1986年率先從中脫離，成為荷蘭王國屬下，獨立於荷屬安第列斯的構成國，改用阿魯巴弗羅林作為當地法定貨幣。到2010年，荷屬安第列斯正式宣告解體，希望從荷蘭手上獲得更大自治程度的荷屬聖馬丁和庫拉索雙雙升格為自治構成國，此貨幣得以在兩地保留至今；希望與歐洲荷蘭獲得更緊密連繫的博奈爾、荷屬沙巴和聖佑達修斯，則併入荷蘭本土，並於翌年改用美元為官方貨幣。因此到今時今日，此貨幣的流通範圍僅餘庫拉索和荷屬聖馬丁。
目前荷屬聖馬丁和庫拉索兩構成國正在計劃改用加勒比盾，但因其需要在库拉索设立新的中央银行面临当地用地法律问题（此問題在2019冠狀病毒病疫情流行期間甚為突出）而长期停滞。目前新央行公布的計劃是在2025年3月31日推出新加勒比盾，荷属安盾则继续过渡流通直到2025年6月30日。

## 流通中的貨幣

### 硬幣
- 1 分
- 5 分
- 10 分
- 25 分
- 50 分
- 1 盾
- 2½ 盾
- 5 盾

### 紙幣

荷屬安的列斯現在流通中的紙幣系列。

- 5盾
  - 正面：擬黃鸝
  - 背面：銀行紋章
- 10盾
  - 正面：蜂鸟
  - 背面：銀行紋章
- 25盾
  - 正面：火烈鸟
  - 背面：銀行紋章
- 50盾
  - 正面：麻雀
  - 背面：銀行紋章
- 100盾
  - 正面：蕉森鶯
  - 背面：銀行紋章
- 250盾
  - 正面：加勒比歐亞鴝
  - 背面：銀行紋章

## 外部連結
- 荷屬安的列斯盾紙幣介紹頁面 （页面存档备份，存于）
- 唐的世界硬币画廊：Netherlands Antilles
- 罗恩·怀斯的世界纸币：Netherlands Antilles 镜像网站
- 环球货币历史：Netherlands Antilles
- 《环球金融资料》系列：Netherlands Antilles guilder
- 《环球金融资料》货币历史表格（ 微软试算表格式）
- 荷属安的列斯群岛的钞票 （页面存档备份，存于） （英文）（德文）